# 문진제
문진제(1991년 8월 1일 ~ )는 KBO 리그 성남 맥파이스의 내야수다. 형은 전 KBO 리그 KIA 타이거즈 내야수인 문선재다.

## 두산 베어스시절
2014년에 입단하였다.

## 성남 맥파이스시절
2021년에 입단하였다.

## 출신 학교
- 서림초등학교
- 광주동성중학교
- 광주동성고등학교
- 원광대학교